# 24 Heures de Spa 2025
 (juillet 2025).
Navigation
Édition précédente Édition suivante
Les 24 Heures de Spa 2025 (2025 CrowdStrike 24 Hours of Spa), disputées du 26 juin 2025 au 29 juin 2025 sur le Circuit de Spa-Francorchamps, sont la septante-septième édition de cette épreuve. La course faisait partie du GT World Challenge Europe Endurance Cup 2025 et du Intercontinental GT Challenge 2025.

## Course

### Résumé
Le trio Mirko Bortolotti-Luca Engstler-Jordan Pepper (Lamborghini Huracán GT3 Evo 2 Grasser Racing Team #63) s’est imposé en bouclant 549 tours, en allant chercher à la BWM Rutronik Racing #96 (Müller/Niederhauser/Picariello) avec un écart final de 8,703 secondes. Lamborghini signe sa toute première victoire à Spa Francorchamps, premier victoire également pour Grasser Racing Team.
L'Aston Martin Comtoyou Racing #007 (Drudi/Thiim/Sorensen) tenant du titre, on connu des problème au cap de la 9e heure. Mattia Drudi ralentissait subitement sa Ventage GT3, en regagnant son stand, les mécaniciens retire le capot et le pare-choc et annonce l'abandon les minutes qui suive.

### Classements intermédiaires
| Pos. | Après la 1re heure | Après la 1re heure | Après 6 heures | Après 6 heures    | Après 12 heures | Après 12 heures   | Après 18 heures | Après 18 heures   |
| Pos. | n°                 | Voiture / Pilotes  | n°             | Voiture / Pilotes | n°              | Voiture / Pilotes | n°              | Voiture / Pilotes |
| ---- | ------------------ | ------------------ | -------------- | ----------------- | --------------- | ----------------- | --------------- | ----------------- |
| 1    |                    |                    |                |                   |                 |                   |                 |                   |
| 2    |                    |                    |                |                   |                 |                   |                 |                   |
| 3    |                    |                    |                |                   |                 |                   |                 |                   |
| 4    |                    |                    |                |                   |                 |                   |                 |                   |
| 5    |                    |                    |                |                   |                 |                   |                 |                   |

### Classement de la course
Les voitures ne parcourant pas 70 % de la distance du gagnant sont non classées (NC).
| Pos               | Classe | no  | Écurie                          | Pilotes                                                                                                 | Châssis                          | Tours | Temps                             |
| ----------------- | ------ | --- | ------------------------------- | --- | -------------------------------- | ----- | --------------------------------- |
| Pos               | Classe | no  | Écurie                          | Pilotes                                                                                                 | Moteur                           | Tours | Temps                             |
| 1                 | P      | 63  | GRT - Grasser Racing Team       | Mirko Bortolotti Luca Engstler Jordan Pepper                                                            | Lamborghini Huracán GT3 Evo 2    | 549   | 24:00:53.808                      |
| 1                 | P      | 63  | GRT - Grasser Racing Team       | Mirko Bortolotti Luca Engstler Jordan Pepper                                                            | Lamborghini DGF 5.2 L V10        | 549   | 24:00:53.808                      |
| 2                 | P      | 96  | Rutronik Racing                 | Sven Müller Patric Niederhauser Alessio Picariello                                                      | Porsche 911 GT3 R (992)          | 549   | +8.703                            |
| 2                 | P      | 96  | Rutronik Racing                 | Sven Müller Patric Niederhauser Alessio Picariello                                                      | Porsche M97/80 4.2 L Flat-6      | 549   | +8.703                            |
| 3                 | P      | 51  | AF Corse - Francorchamps Motors | Vincent Abril Alessandro Pier Guidi Alessio Rovera                                                      | Ferrari 296 GT3                  | 549   | +26.639                           |
| 3                 | P      | 51  | AF Corse - Francorchamps Motors | Vincent Abril Alessandro Pier Guidi Alessio Rovera                                                      | Ferrari F163CE 3.0 L Turbo V6    | 549   | +26.639                           |
| 4                 | P      | 50  | AF Corse - Francorchamps Motors | Eliseo Donno Antonio Fuoco Arthur Leclerc (pilote automobile)                                           | Ferrari 296 GT3                  | 549   | +47.575                           |
| 4                 | P      | 50  | AF Corse - Francorchamps Motors | Eliseo Donno Antonio Fuoco Arthur Leclerc (pilote automobile)                                           | Ferrari F163CE 3.0 L Turbo V6    | 549   | +47.575                           |
| 5                 | P      | 98  | Rowe Racing                     | Augusto Farfus Jesse Krohn Raffaele Marciello                                                           | BMW M4 GT3 Evo                   | 549   | +54.753                           |
| 5                 | P      | 98  | Rowe Racing                     | Augusto Farfus Jesse Krohn Raffaele Marciello                                                           | BMW P58 3.0 L Twin-turbo I6      | 549   | +54.753                           |
| 6                 | P      | 59  | Garage 59                       | Benjamin Goethe Marvin Kirchhöfer Joseph Loake                                                          | McLaren 720S GT3 Evo             | 549   | +1:26.109                         |
| 6                 | P      | 59  | Garage 59                       | Benjamin Goethe Marvin Kirchhöfer Joseph Loake                                                          | McLaren M840T 4.0 L Turbo V8     | 549   | +1:26.109                         |
| 7                 | P      | 32  | Team WRT                        | Kelvin van der Linde Charles Weerts Ugo de Wilde                                                        | BMW M4 GT3 Evo                   | 548   | +1 Lap                            |
| 7                 | P      | 32  | Team WRT                        | Kelvin van der Linde Charles Weerts Ugo de Wilde                                                        | BMW P58 3.0 L Twin-turbo I6      | 548   | +1 Lap                            |
| 8                 | P      | 31  | Team WRT                        | Sheldon van der Linde Dries Vanthoor Marco Wittmann                                                     | BMW M4 GT3 Evo                   | 548   | +1 Lap                            |
| 8                 | P      | 31  | Team WRT                        | Sheldon van der Linde Dries Vanthoor Marco Wittmann                                                     | BMW P58 3.0 L Twin-turbo I6      | 548   | +1 Lap                            |
| 9                 | G      | 33  | Verstappen.com Racing           | Harry King Chris Lulham Thierry Vermeulen                                                               | Aston Martin Vantage AMR GT3 Evo | 548   | +1 Lap‡                           |
| 9                 | G      | 33  | Verstappen.com Racing           | Harry King Chris Lulham Thierry Vermeulen                                                               | Aston Martin M177 4.0 L Turbo V8 | 548   | +1 Lap‡                           |
| 10                | P      | 48  | Mercedes-AMG Team Mann Filter   | Lucas Auer Matteo Cairoli Maro Engel                                                                    | Mercedes-AMG GT3 Evo             | 548   | +1 Lap                            |
| 10                | P      | 48  | Mercedes-AMG Team Mann Filter   | Lucas Auer Matteo Cairoli Maro Engel                                                                    | Mercedes-Benz M159 6.2 L V8      | 548   | +1 Lap                            |
| 11                | P      | 46  | Team WRT                        | Kevin Magnussen René Rast Valentino Rossi                                                               | BMW M4 GT3 Evo                   | 548   | +1 Lap                            |
| 11                | P      | 46  | Team WRT                        | Kevin Magnussen René Rast Valentino Rossi                                                               | BMW P58 3.0 L Twin-turbo I6      | 548   | +1 Lap                            |
| 12                | G      | 58  | Garage 59                       | Dean MacDonald Louis Prette Frederik Schandorff Adam Smalley                                            | McLaren 720S GT3 Evo             | 547   | +2 Laps                           |
| 12                | G      | 58  | Garage 59                       | Dean MacDonald Louis Prette Frederik Schandorff Adam Smalley                                            | McLaren M840T 4.0 L Turbo V8     | 547   | +2 Laps                           |
| 13                | G      | 111 | CSA Racing                      | Simon Gachet James Kell Jim Pla Arthur Rougier                                                          | McLaren 720S GT3 Evo             | 547   | +2 Laps                           |
| 13                | G      | 111 | CSA Racing                      | Simon Gachet James Kell Jim Pla Arthur Rougier                                                          | McLaren M840T 4.0 L Turbo V8     | 547   | +2 Laps                           |
| 14                | S      | 35  | Walkenhorst Motorsport          | Romain Leroux Oliver Söderström Mateo Villagómez                                                        | Aston Martin Vantage AMR GT3 Evo | 547   | +2 Laps‡                          |
| 14                | S      | 35  | Walkenhorst Motorsport          | Romain Leroux Oliver Söderström Mateo Villagómez                                                        | Aston Martin M177 4.0 L Turbo V8 | 547   | +2 Laps‡                          |
| 15                | B      | 74  | Kessel Racing                   | Dustin Blattner Conrad Laursen Dennis Marschall Zacharie Robichon                                       | Ferrari 296 GT3                  | 547   | +2 Laps‡                          |
| 15                | B      | 74  | Kessel Racing                   | Dustin Blattner Conrad Laursen Dennis Marschall Zacharie Robichon                                       | Ferrari F163CE 3.0 L Turbo V6    | 547   | +2 Laps‡                          |
| 16                | G      | 120 | Wright Motorsports              | Adam Adelson Tom Sargent Elliot Skeer                                                                   | Porsche 911 GT3 R (992)          | 546   | +3 Laps                           |
| 16                | G      | 120 | Wright Motorsports              | Adam Adelson Tom Sargent Elliot Skeer                                                                   | Porsche M97/80 4.2 L Flat-6      | 546   | +3 Laps                           |
| 17                | B      | 81  | Winward Racing                  | Daan Arrow Marvin Dienst Gabriele Piana Rinat Salikhov                                                  | Mercedes-AMG GT3 Evo             | 546   | +3 Laps                           |
| 17                | B      | 81  | Winward Racing                  | Daan Arrow Marvin Dienst Gabriele Piana Rinat Salikhov                                                  | Mercedes-Benz M159 6.2 L V8      | 546   | +3 Laps                           |
| 18                | S      | 26  | Saintéloc Racing                | Wyatt Brichacek Lorenzo Donniacuo Ivan Klymenko Lorens Lecertua                                         | Audi R8 LMS Evo II               | 546   | +3 Laps                           |
| 18                | S      | 26  | Saintéloc Racing                | Wyatt Brichacek Lorenzo Donniacuo Ivan Klymenko Lorens Lecertua                                         | Audi 5.2 L V10                   | 546   | +3 Laps                           |
| 19                | B      | 25  | Saintéloc Racing                | Paul Evrard Reece Gold Gilles Magnus Benjamin Ricci                                                     | Audi R8 LMS Evo II               | 546   | +3 Laps                           |
| 19                | B      | 25  | Saintéloc Racing                | Paul Evrard Reece Gold Gilles Magnus Benjamin Ricci                                                     | Audi 5.2 L V10                   | 546   | +3 Laps                           |
| 20                | G      | 777 | AlManar Racing by Team WRT      | Al Faisal Al Zubair Jens Klingmann Ben Tuck Neil Verhagen                                               | BMW M4 GT3 Evo                   | 546   | +3 Laps                           |
| 20                | G      | 777 | AlManar Racing by Team WRT      | Al Faisal Al Zubair Jens Klingmann Ben Tuck Neil Verhagen                                               | BMW P58 3.0 L Twin-turbo I6      | 546   | +3 Laps                           |
| 21                | B      | 80  | Lionspeed GP                    | Ricardo Feller Patrick Kolb Riccardo Pera Gabriel Rindone                                               | Porsche 911 GT3 R (992)          | 546   | +3 Laps                           |
| 21                | B      | 80  | Lionspeed GP                    | Ricardo Feller Patrick Kolb Riccardo Pera Gabriel Rindone                                               | Porsche M97/80 4.2 L Flat-6      | 546   | +3 Laps                           |
| 22                | B      | 188 | Garage 59                       | Shaun Balfe Tom Fleming Jack Hawksworth Guilherme Oliveira                                              | McLaren 720S GT3 Evo             | 545   | +4 Laps                           |
| 22                | B      | 188 | Garage 59                       | Shaun Balfe Tom Fleming Jack Hawksworth Guilherme Oliveira                                              | McLaren M840T 4.0 L Turbo V8     | 545   | +4 Laps                           |
| 23                | S      | 42  | Century Motorsport              | Mex Jansen Will Moore Jarrod Waberski                                                                   | BMW M4 GT3 Evo                   | 545   | +4 Tours                          |
| 23                | S      | 42  | Century Motorsport              | Mex Jansen Will Moore Jarrod Waberski                                                                   | BMW P58 3.0 L Twin-turbo I6      | 545   | +4 Tours                          |
| 24                | S      | 30  | Team WRT                        | Gustav Bergström Étienne Cheli Pierre-Louis Chovet Gilles Stadsbader                                    | BMW M4 GT3 Evo                   | 544   | +5 Tours                          |
| 24                | S      | 30  | Team WRT                        | Gustav Bergström Étienne Cheli Pierre-Louis Chovet Gilles Stadsbader                                    | BMW P58 3.0 L Twin-turbo I6      | 544   | +5 Tours                          |
| 25                | B      | 91  | Herberth Motorsport             | Ralf Bohn Axcil Jefferies Alfred Renauer Robert Renauer                                                 | Porsche 911 GT3 R (992)          | 544   | +5 Tours                          |
| 25                | B      | 91  | Herberth Motorsport             | Ralf Bohn Axcil Jefferies Alfred Renauer Robert Renauer                                                 | Porsche M97/80 4.2 L Flat-6      | 544   | +5 Tours                          |
| 26                | B      | 222 | 2 Seas Motorsport               | Charles Dawson Kiern Jewiss Parker Thompson Lewis Williamson                                            | Mercedes-AMG GT3 Evo             | 544   | +5 Tours                          |
| 26                | B      | 222 | 2 Seas Motorsport               | Charles Dawson Kiern Jewiss Parker Thompson Lewis Williamson                                            | Mercedes-Benz M159 6.2 L V8      | 544   | +5 Tours                          |
| 27                | S      | 10  | Boutsen VDS                     | Loris Cabirou Hugo Cook César Gazeau Aurélien Panis                                                     | Mercedes-AMG GT3 Evo             | 544   | +5 Tours                          |
| 27                | S      | 10  | Boutsen VDS                     | Loris Cabirou Hugo Cook César Gazeau Aurélien Panis                                                     | Mercedes-Benz M159 6.2 L V8      | 544   | +5 Tours                          |
| 28                | B      | 8   | Kessel Racing                   | Daniele Di Amato David Fumanelli Nicolò Rosi Niccolò Schirò                                             | Ferrari 296 GT3                  | 543   | +6 Tours                          |
| 28                | B      | 8   | Kessel Racing                   | Daniele Di Amato David Fumanelli Nicolò Rosi Niccolò Schirò                                             | Ferrari F163CE 3.0 L Turbo V6    | 543   | +6 Tours                          |
| 29                | P      | 998 | Rowe Racing                     | Philipp Eng Dan Harper Max Hesse                                                                        | BMW M4 GT3 Evo                   | 542   | +7 Tours                          |
| 29                | P      | 998 | Rowe Racing                     | Philipp Eng Dan Harper Max Hesse                                                                        | BMW P58 3.0 L Twin-turbo I6      | 542   | +7 Tours                          |
| 30                | S      | 54  | Dinamic GT                      | Federico Al Rifai Sébastien Baud Eshan Pieris Jop Rappange                                              | Porsche 911 GT3 R (992)          | 542   | +7 Tours                          |
| 30                | S      | 54  | Dinamic GT                      | Federico Al Rifai Sébastien Baud Eshan Pieris Jop Rappange                                              | Porsche M97/80 4.2 L Flat-6      | 542   | +7 Tours                          |
| 31                | PA     | 29  | AV Racing by Car Collection     | Noam Abramczyk Mathieu Detry Fabian Duffieux Yuan Bo                                                    | Porsche 911 GT3 R (992)          | 542   | +7 Tours                          |
| 31                | PA     | 29  | AV Racing by Car Collection     | Noam Abramczyk Mathieu Detry Fabian Duffieux Yuan Bo                                                    | Porsche M97/80 4.2 L Flat-6      | 542   | +7 Tours                          |
| 32                | PA     | 100 | Beechdean Motorsport            | Ross Gunn Valentin Hasse-Clot Andrew Howard Anthony McIntosh                                            | Aston Martin Vantage AMR GT3 Evo | 542   | +7 Tours                          |
| 32                | PA     | 100 | Beechdean Motorsport            | Ross Gunn Valentin Hasse-Clot Andrew Howard Anthony McIntosh                                            | Aston Martin M177 4.0 L Turbo V8 | 542   | +7 Tours                          |
| 33                | B      | 52  | AF Corse - Francorchamps Motors | Jef Machiels Louis Machiels Tommaso Mosca Marcos Siebert                                                | Ferrari 296 GT3                  | 542   | +7 Tours                          |
| 33                | B      | 52  | AF Corse - Francorchamps Motors | Jef Machiels Louis Machiels Tommaso Mosca Marcos Siebert                                                | Ferrari F163CE 3.0 L Turbo V6    | 542   | +7 Tours                          |
| 34                | B      | 76  | Barwell Motorsport              | Adam Ali Ricky Collard Rob Collard Bijoy Garg                                                           | Lamborghini Huracán GT3 Evo 2    | 541   | +8 Tours                          |
| 34                | B      | 76  | Barwell Motorsport              | Adam Ali Ricky Collard Rob Collard Bijoy Garg                                                           | Lamborghini DGF 5.2 L V10        | 541   | +8 Tours                          |
| 35                | S      | 65  | HRT Ford Performance            | Romain Andriolo Salman Owega David Schumacher Finn Wiebelhaus                                           | Ford Mustang GT3                 | 540   | +9 Tours                          |
| 35                | S      | 65  | HRT Ford Performance            | Romain Andriolo Salman Owega David Schumacher Finn Wiebelhaus                                           | Ford Coyote 5.4 L V8             | 540   | +9 Tours                          |
| 36                | PA     | 4   | CrowdStrike by SPS              | Colin Braun Nicky Catsburg Ian James George Kurtz                                                       | Mercedes-AMG GT3 Evo             | 540   | +9 Tours                          |
| 36                | PA     | 4   | CrowdStrike by SPS              | Colin Braun Nicky Catsburg Ian James George Kurtz                                                       | Mercedes-Benz M159 6.2 L V8      | 540   | +9 Tours                          |
| 37                | G      | 611 | Nordique Racing                 | Kazuto Kotaka Edoardo Liberati Yuichi Nakayama Tim Sandtler                                             | Mercedes-AMG GT3 Evo             | 539   | +10 Tours                         |
| 37                | G      | 611 | Nordique Racing                 | Kazuto Kotaka Edoardo Liberati Yuichi Nakayama Tim Sandtler                                             | Mercedes-Benz M159 6.2 L V8      | 539   | +10 Tours                         |
| 38                | PA     | 71  | AF Corse                        | Stéphane Lémeret Miguel Molina Luis Pérez Companc Matías Pérez Companc                                  | Ferrari 296 GT3                  | 537   | +12 Tours                         |
| 38                | PA     | 71  | AF Corse                        | Stéphane Lémeret Miguel Molina Luis Pérez Companc Matías Pérez Companc                                  | Ferrari F163CE 3.0 L Turbo V6    | 537   | +12 Tours                         |
| 39                | G      | 5   | Optimum Motorsport              | Largim Ali James Allen Ollie Millroy Mikey Porter                                                       | McLaren 720S GT3 Evo             | 536   | +13 Tours                         |
| 39                | G      | 5   | Optimum Motorsport              | Largim Ali James Allen Ollie Millroy Mikey Porter                                                       | McLaren M840T 4.0 L Turbo V8     | 536   | +13 Tours                         |
| 40                | S      | 24  | Steller Motorsport              | Daniel Ali Lorcan Hanafin Olivier Hart Matisse Lismont                                                  | Chevrolet Corvette Z06 GT3.R     | 535   | +14 Tours                         |
| 40                | S      | 24  | Steller Motorsport              | Daniel Ali Lorcan Hanafin Olivier Hart Matisse Lismont                                                  | Chevrolet LT6 5.5 L V8           | 535   | +14 Tours                         |
| 41                | B      | 12  | Rinaldi Racing                  | Christian Hook Felipe Fernández Laser David Perel Davide Rigon                                          | Ferrari 296 GT3                  | 535   | +14 Tours                         |
| 41                | B      | 12  | Rinaldi Racing                  | Christian Hook Felipe Fernández Laser David Perel Davide Rigon                                          | Ferrari F163CE 3.0 L Turbo V6    | 535   | +14 Tours                         |
| 42                | G      | 333 | Paul Motorsport                 | Marzio Moretti Maximilian Paul Robin Rogalski John Paul Southern Jr.                                    | Lamborghini Huracán GT3 Evo 2    | 531   | +18 Tours                         |
| 42                | G      | 333 | Paul Motorsport                 | Marzio Moretti Maximilian Paul Robin Rogalski John Paul Southern Jr.                                    | Lamborghini DGF 5.2 L V10        | 531   | +18 Tours                         |
| 43                | B      | 2   | Johor Motorsports Racing JMR    | Prince Abu Bakar Ibrahim Prince Jefri Ibrahim Jordan Love Alexander Sims                                | Chevrolet Corvette Z06 GT3.R     | 527   | +22 Tours                         |
| 43                | B      | 2   | Johor Motorsports Racing JMR    | Prince Abu Bakar Ibrahim Prince Jefri Ibrahim Jordan Love Alexander Sims                                | Chevrolet LT6 5.5 L V8           | 527   | +22 Tours                         |
| 44                | PA     | 28  | HAAS RT                         | Simon Balcaen Xavier Knauf Steven Palette Grégory Servais                                               | Audi R8 LMS Evo II               | 525   | +24 Tours                         |
| 44                | PA     | 28  | HAAS RT                         | Simon Balcaen Xavier Knauf Steven Palette Grégory Servais                                               | Audi 5.2 L V10                   | 525   | +24 Tours                         |
| 45                | B      | 97  | Rutronik Racing                 | Antares Au Loek Hartog Morris Schuring Martin Rump                                                      | Porsche 911 GT3 R (992)          | 523   | +26 Tours                         |
| 45                | B      | 97  | Rutronik Racing                 | Antares Au Loek Hartog Morris Schuring Martin Rump                                                      | Porsche M97/80 4.2 L Flat-6      | 523   | +26 Tours                         |
| 46                | B      | 27  | QMMF by Saintéloc Racing        | Ibrahim Al-Abdulghani Abdulla Ali Al-Khelaifi Ghanim Salah Al-Maadheed Julian Hanses                    | Audi R8 LMS Evo II               | 521   | +28 Tours                         |
| 46                | B      | 27  | QMMF by Saintéloc Racing        | Ibrahim Al-Abdulghani Abdulla Ali Al-Khelaifi Ghanim Salah Al-Maadheed Julian Hanses                    | Audi 5.2 L V10                   | 521   | +28 Tours                         |
| 47                | G      | 88  | Tresor Attempto Racing          | Riccardo Cazzaniga Rocco Mazzola Leonardo Moncini Sebastian Øgaard                                      | Audi R8 LMS Evo II               | 507   | +42 Tours                         |
| 47                | G      | 88  | Tresor Attempto Racing          | Riccardo Cazzaniga Rocco Mazzola Leonardo Moncini Sebastian Øgaard                                      | Audi 5.2 L V10                   | 507   | +42 Tours                         |
| 48                | P      | 00  | Goodsmile Racing                | Tatsuya Kataoka Kamui Kobayashi Nobuteru Taniguchi                                                      | Mercedes-AMG GT3 Evo             | 447   | +102 Tours                        |
| 48                | P      | 00  | Goodsmile Racing                | Tatsuya Kataoka Kamui Kobayashi Nobuteru Taniguchi                                                      | Mercedes-Benz M159 6.2 L V8      | 447   | +102 Tours                        |
| 49                | B      | 15  | BMW Italia Ceccato Racing       | Felice Jelmini Federico Malvestiti Connor De Phillippi Marcelo Tomasoni                                 | BMW M4 GT3 Evo                   | 445   | +104 Tours                        |
| 49                | B      | 15  | BMW Italia Ceccato Racing       | Felice Jelmini Federico Malvestiti Connor De Phillippi Marcelo Tomasoni                                 | BMW P58 3.0 L Twin-turbo I6      | 445   | +104 Tours                        |
| 50                | B      | 93  | Ziggo Sport – Tempesta Racing   | Eddie Cheever III Chris Froggatt Jonathan Hui Lorenzo Patrese                                           | Ferrari 296 GT3                  | 405   | +144 Tours                        |
| 50                | B      | 93  | Ziggo Sport – Tempesta Racing   | Eddie Cheever III Chris Froggatt Jonathan Hui Lorenzo Patrese                                           | Ferrari F163CE 3.0 L Turbo V6    | 405   | +144 Tours                        |
| 51                | G      | 92  | Herberth Motorsport             | Tim Heinemann Rolf Ineichen Joel Sturm                                                                  | Porsche 911 GT3 R (992)          | 398   | +151 Tours                        |
| 51                | G      | 92  | Herberth Motorsport             | Tim Heinemann Rolf Ineichen Joel Sturm                                                                  | Porsche M97/80 4.2 L Flat-6      | 398   | +151 Tours                        |
| Abn               | S      | 19  | GRT - Grasser Racing Team       | Modèle:Country data white Ivan Ekelchik Liang Jiatong Baptiste Moulin Dante Rappange                    | Lamborghini Huracán GT3 Evo 2    | 374   | Accident                          |
| Abn               | S      | 19  | GRT - Grasser Racing Team       | Modèle:Country data white Ivan Ekelchik Liang Jiatong Baptiste Moulin Dante Rappange                    | Lamborghini DGF 5.2 L V10        | 374   | Accident                          |
| Abn               | S      | 21  | Comtoyou Racing                 | Nicolas Baert Jamie Day Xavier Maassen Kobe Pauwels                                                     | Aston Martin Vantage AMR GT3 Evo | 337   | Boîte de vitesse                  |
| Abn               | S      | 21  | Comtoyou Racing                 | Nicolas Baert Jamie Day Xavier Maassen Kobe Pauwels                                                     | Aston Martin M177 4.0 L Turbo V8 | 337   | Boîte de vitesse                  |
| Abn               | P      | 64  | HRT Ford Performance            | Thomas Drouet Arjun Maini Jann Mardenborough                                                            | Ford Mustang GT3                 | 323   | Accident                          |
| Abn               | P      | 64  | HRT Ford Performance            | Thomas Drouet Arjun Maini Jann Mardenborough                                                            | Ford Coyote 5.4 L V8             | 323   | Accident                          |
| Abn               | P      | 163 | VSR                             | Marco Mapelli Sandy Mitchell Franck Perera                                                              | Lamborghini Huracán GT3 Evo 2    | 323   | Direction Assistée                |
| Abn               | P      | 163 | VSR                             | Marco Mapelli Sandy Mitchell Franck Perera                                                              | Lamborghini DGF 5.2 L V10        | 323   | Direction Assistée                |
| Abn               | B      | 991 | Paradine Competition            | Jake Dennis Sean Gelael Darren Leung Toby Sowery                                                        | BMW M4 GT3 Evo                   | 321   | Dommages causés par une collision |
| Abn               | B      | 991 | Paradine Competition            | Jake Dennis Sean Gelael Darren Leung Toby Sowery                                                        | BMW P58 3.0 L Twin-turbo I6      | 321   | Dommages causés par une collision |
| Abn               | S      | 992 | Paradine Competition            | Charles Clark Pedro Ebrahim James Kellett Maxime Oosten                                                 | BMW M4 GT3 Evo                   | 303   | Mécanique                         |
| Abn               | S      | 992 | Paradine Competition            | Charles Clark Pedro Ebrahim James Kellett Maxime Oosten                                                 | BMW P58 3.0 L Twin-turbo I6      | 303   | Mécanique                         |
| Abn               | G      | 23  | Team RJN                        | Reece Barr Alex Buncombe Ben Dörr Tommy Foster                                                          | McLaren 720S GT3 Evo             | 289   | Moteur                            |
| Abn               | G      | 23  | Team RJN                        | Reece Barr Alex Buncombe Ben Dörr Tommy Foster                                                          | McLaren M840T 4.0 L Turbo V8     | 289   | Moteur                            |
| Abn               | G      | 57  | Winward Racing                  | Indy Dontje Philip Ellis Russell Ward                                                                   | Mercedes-AMG GT3 Evo             | 219   | Dommages causés par un accident   |
| Abn               | G      | 57  | Winward Racing                  | Indy Dontje Philip Ellis Russell Ward                                                                   | Mercedes-Benz M159 6.2 L V8      | 219   | Dommages causés par un accident   |
| Abn               | P      | 17  | Mercedes-AMG Team GetSpeed      | Jules Gounon Fabian Schiller Luca Stolz                                                                 | Mercedes-AMG GT3 Evo             | 218   | Collision                         |
| Abn               | P      | 17  | Mercedes-AMG Team GetSpeed      | Jules Gounon Fabian Schiller Luca Stolz                                                                 | Mercedes-Benz M159 6.2 L V8      | 218   | Collision                         |
| Abn               | S      | 99  | Tresor Attempto Racing          | Alex Aka Philippe Denes Alberto Di Folco Ezequiel Pérez Companc                                         | Audi R8 LMS Evo II               | 218   | Collision                         |
| Abn               | S      | 99  | Tresor Attempto Racing          | Alex Aka Philippe Denes Alberto Di Folco Ezequiel Pérez Companc                                         | Audi 5.2 L V10                   | 218   | Collision                         |
| Abn               | P      | 7   | Comtoyou Racing                 | Mattia Drudi Marco Sørensen Nicki Thiim                                                                 | Aston Martin Vantage AMR GT3 Evo | 197   | Transmission                      |
| Abn               | P      | 7   | Comtoyou Racing                 | Mattia Drudi Marco Sørensen Nicki Thiim                                                                 | Aston Martin M177 4.0 L Turbo V8 | 197   | Transmission                      |
| Abn               | B      | 66  | Tresor Attempto Racing          | Max Hofer Modèle:Country data white Andrey Mukovoz Modèle:Country data white Alexey Nesov Dylan Pereira | Audi R8 LMS Evo II               | 144   | Mécanique                         |
| Abn               | B      | 66  | Tresor Attempto Racing          | Max Hofer Modèle:Country data white Andrey Mukovoz Modèle:Country data white Alexey Nesov Dylan Pereira | Audi 5.2 L V10                   | 144   | Mécanique                         |
| Abn               | P      | 911 | Pure Rxcing                     | Richard Lietz Alex Malykhin Thomas Preining                                                             | Porsche 911 GT3 R (992)          | 136   | Crémaillère de direction          |
| Abn               | P      | 911 | Pure Rxcing                     | Richard Lietz Alex Malykhin Thomas Preining                                                             | Porsche M97/80 4.2 L Flat-6      | 136   | Crémaillère de direction          |
| Abn               | P      | 9   | Boutsen VDS                     | Maximilian Götz Mikaël Grenier Maxime Martin                                                            | Mercedes-AMG GT3 Evo             | 127   | Refroidissement                   |
| Abn               | P      | 9   | Boutsen VDS                     | Maximilian Götz Mikaël Grenier Maxime Martin                                                            | Mercedes-Benz M159 6.2 L V8      | 127   | Refroidissement                   |
| Abn               | S      | 3   | GetSpeed                        | Anthony Bartone Karol Basz Tom Kalender Yannick Mettler                                                 | Mercedes-AMG GT3 Evo             | 112   | Moteur                            |
| Abn               | S      | 3   | GetSpeed                        | Anthony Bartone Karol Basz Tom Kalender Yannick Mettler                                                 | Mercedes-Benz M159 6.2 L V8      | 112   | Moteur                            |
| Abn               | PA     | 11  | Comtoyou Racing                 | Sebastián Álvarez Frédéric Jousset Sérgio Sette Câmara Bernardo Sousa                                   | Aston Martin Vantage AMR GT3 Evo | 99    | Accident                          |
| Abn               | PA     | 11  | Comtoyou Racing                 | Sebastián Álvarez Frédéric Jousset Sérgio Sette Câmara Bernardo Sousa                                   | Aston Martin M177 4.0 L Turbo V8 | 99    | Accident                          |
| Abn               | S      | 6   | GetSpeed                        | Colin Caresani Lin Hodenius Tanart Sathienthirakul Aaron Walker                                         | Mercedes-AMG GT3 Evo             | 65    | Mécanique                         |
| Abn               | S      | 6   | GetSpeed                        | Colin Caresani Lin Hodenius Tanart Sathienthirakul Aaron Walker                                         | Mercedes-Benz M159 6.2 L V8      | 65    | Mécanique                         |
| Abn               | P      | 18  | Dinamic GT                      | Bastian Buus Matt Campbell Mathieu Jaminet                                                              | Porsche 911 GT3 R (992)          | 60    | Roue perdue                       |
| Abn               | P      | 18  | Dinamic GT                      | Bastian Buus Matt Campbell Mathieu Jaminet                                                              | Porsche M97/80 4.2 L Flat-6      | 60    | Roue perdue                       |
| Abn               | S      | 60  | VSR                             | Michele Beretta Alessio Deledda Andrea Frassinetti Mattia Michelotto                                    | Lamborghini Huracán GT3 Evo 2    | 46    | Dommages causés par la collision  |
| Abn               | S      | 60  | VSR                             | Michele Beretta Alessio Deledda Andrea Frassinetti Mattia Michelotto                                    | Lamborghini DGF 5.2 L V10        | 46    | Dommages causés par la collision  |
| Abn               | B      | 270 | Comtoyou Racing                 | Rodrigo Almeida Jessica Hawkins Alexandre Leroy Antoine Potty                                           | Aston Martin Vantage AMR GT3 Evo | 43    | Collision                         |
| Abn               | B      | 270 | Comtoyou Racing                 | Rodrigo Almeida Jessica Hawkins Alexandre Leroy Antoine Potty                                           | Aston Martin M177 4.0 L Turbo V8 | 43    | Collision                         |
| Abn               | PA     | 70  | AF Corse                        | Riccardo Agostini Matt Bell Blake McDonald Custodio Toledo                                              | Ferrari 296 GT3                  | 40    | Collision                         |
| Abn               | PA     | 70  | AF Corse                        | Riccardo Agostini Matt Bell Blake McDonald Custodio Toledo                                              | Ferrari F163CE 3.0 L Turbo V6    | 40    | Collision                         |
| Abn               | P      | 22  | Schumacher CLRT                 | Klaus Bachler Ayhancan Güven Laurin Heinrich                                                            | Porsche 911 GT3 R (992)          | 26    | Collision                         |
| Abn               | P      | 22  | Schumacher CLRT                 | Klaus Bachler Ayhancan Güven Laurin Heinrich                                                            | Porsche M97/80 4.2 L Flat-6      | 26    | Collision                         |
| Abn               | S      | 112 | CSA Racing                      | Edgar Maloigne Josh Mason Maxime Robin Sai Sanjay                                                       | McLaren 720S GT3 Evo             | 23    | Collision                         |
| Abn               | S      | 112 | CSA Racing                      | Edgar Maloigne Josh Mason Maxime Robin Sai Sanjay                                                       | McLaren M840T 4.0 L Turbo V8     | 23    | Collision                         |
| Résultat Officiel |        |     |                                 | |                                  |       |                                   |

| Icon | Class      |
| ---- | ---------- |
| P    | Pro Cup    |
| G    | Gold Cup   |
| S    | Silver Cup |
| PA   | Pro-Am Cup |
| B    | Bronze Cup |

## Pole position et record du tour
- Pole position :
- Meilleur tour en course :

## À noter
- Longueur du circuit : 7,004 km
- Distance parcourue par les vainqueurs : 3 761,148 km